# Ontario Cemetery, Sains-lès-Marquion
Le Ontario Cemetery, Sains-lès-Marquion (cimetière militaire Ontario de Sains-lès-Marquion) est un cimetière militaire de la Première Guerre mondiale, situé sur le territoire de la commune de Sains-lès-Marquion, dans le département du Pas-de-Calais, au nord-ouest de Cambrai.

## Localisation
Ce cimetière est situé en bordure de route, à 800 m au sud du village de Sains-lès-Marquion sur la D 15.

## Histoire

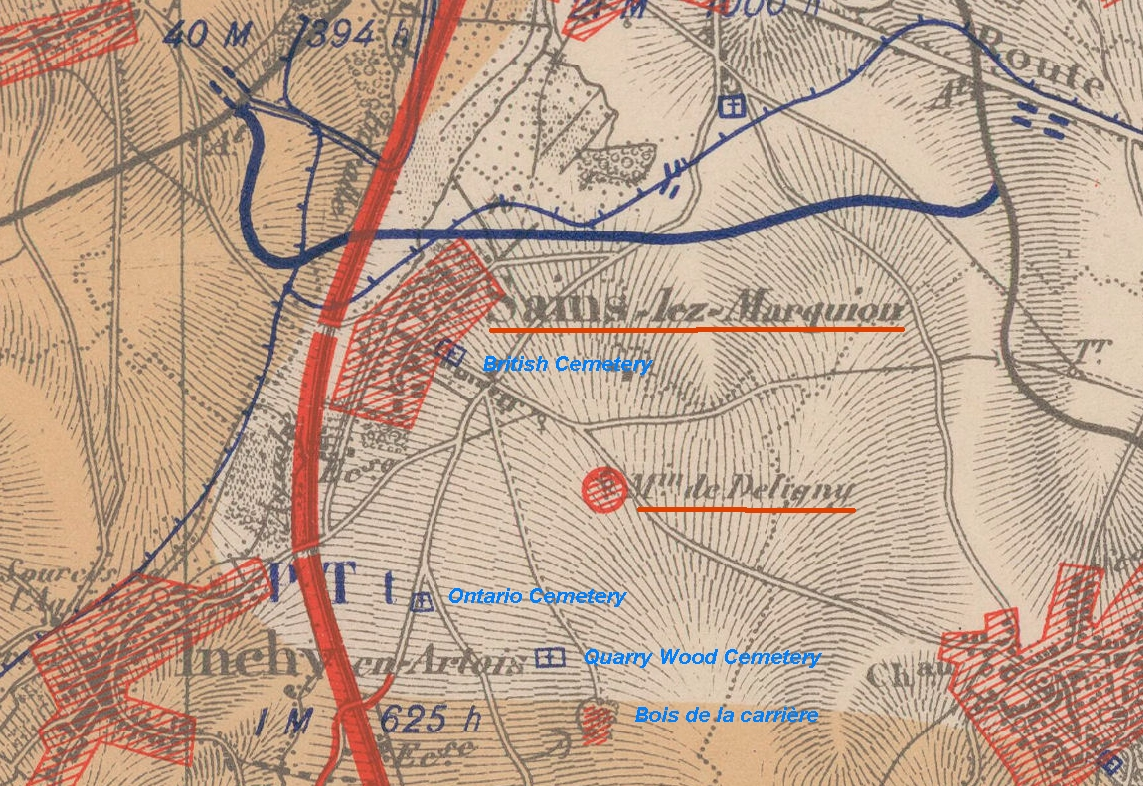
La carte des régions dévastées montre que le village a subi de nombreux dégâts.
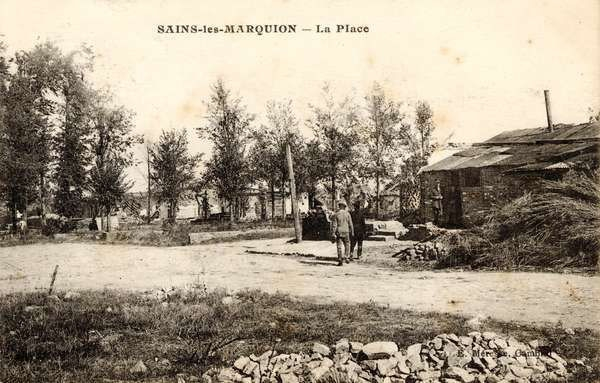
Les ruines du village à l'issue de la guerre14-18.
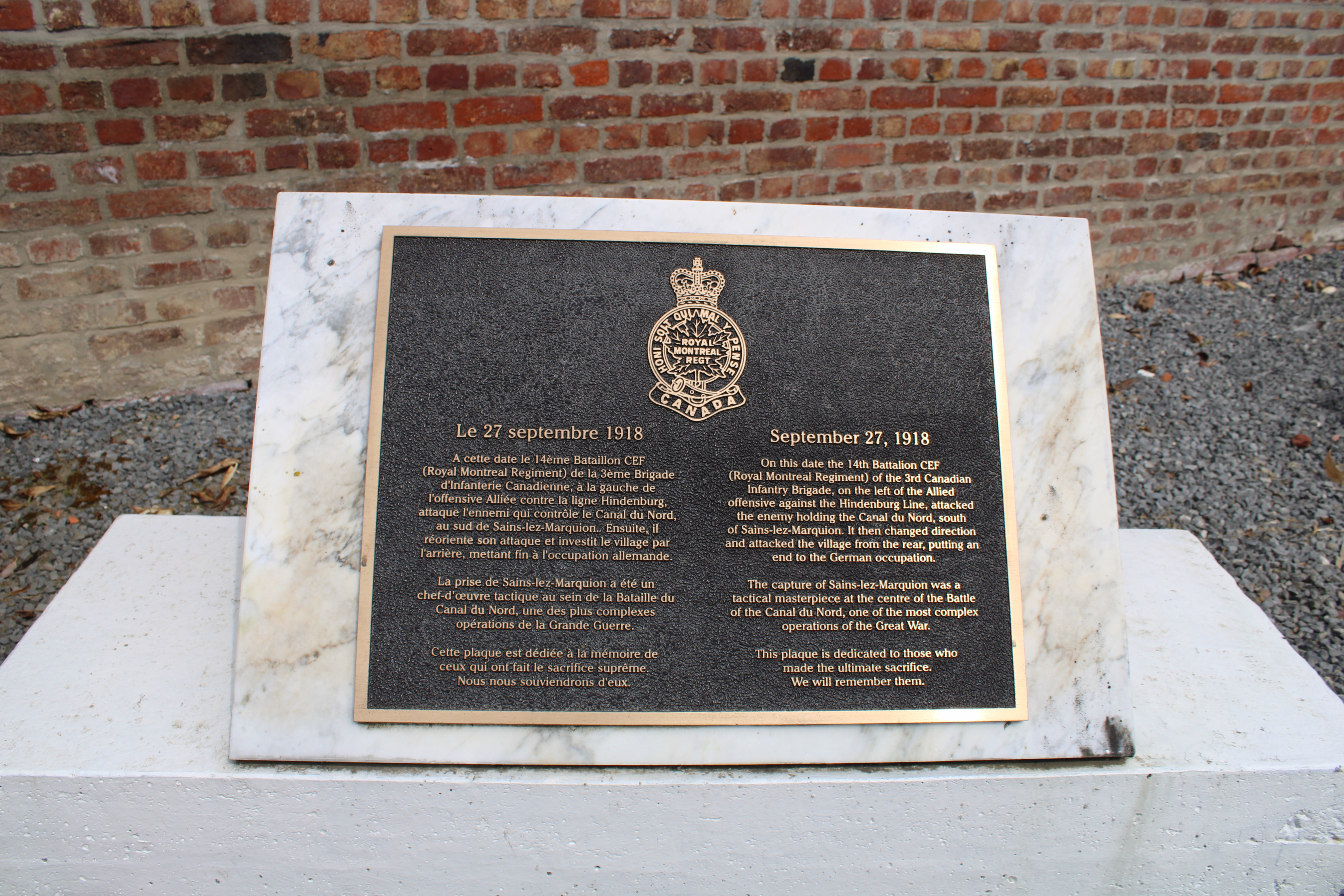
La plaque hommage aux soldats canadiens qui ont libéré le village en septembre 1918.

Le secteur est tombé aux mains des Allemands dès le début de la guerre fin août 1914 et restera loin des combats tout au long de la guerre, le front se stabilisant à une vingtaine de kilomètres à l'ouest du côté de Bapaume.
À partir du 8 août 1918, l'offensive des Cent-Jours est déclenchée et les troupes alliées progressent vers l'est. C'est la division canadienne qui est chargée du secteur de Sains-lès-Marquion. Evacué de ses habitants, le village, encore aux mains des Allemands est bombardé, et de nombreux soldats trouvent la mort lors des combats du 27 septembre 1918.
Le cimetière Ontario Cemetery est créé fin septembre et début octobre 1918, pour inhumer les 145 soldats canadiens tombés lors de la prise de Sains-lès-Marquion. Après l'armistice, les corps d'autres victimes venant de cimetières provisoires des alentours sont rapatriés dans ce cimetière qui compte aujourd'hui 145 soldats canadiens, 186 Britanniques, neuf Australiens et un Néo-Zélandais. Parmi ceux-ci, 184 ne sont pas identifiés.

## Caractéristiques
Le cimetière a un plan trapézoïdal et est clos par un mur de moellons.

## Sépultures
| Pays             | Sépultures |
| ---------------- | ---------- |
| Royaume-Uni      | 186        |
| Australie        | 9          |
| Canada           | 145        |
| Nouvelle-Zélande | 1          |
| Total            | 341        |

## Galerie

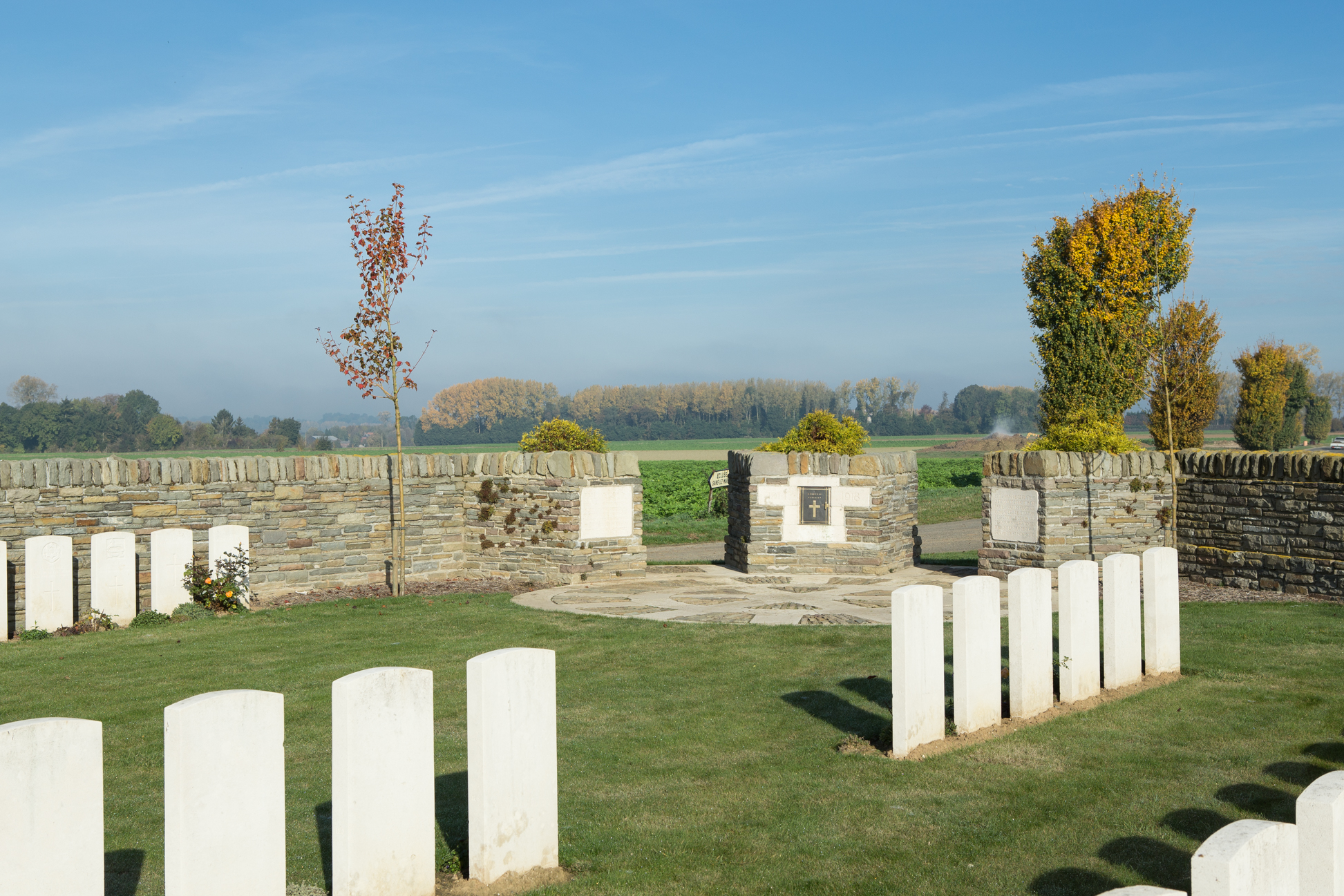
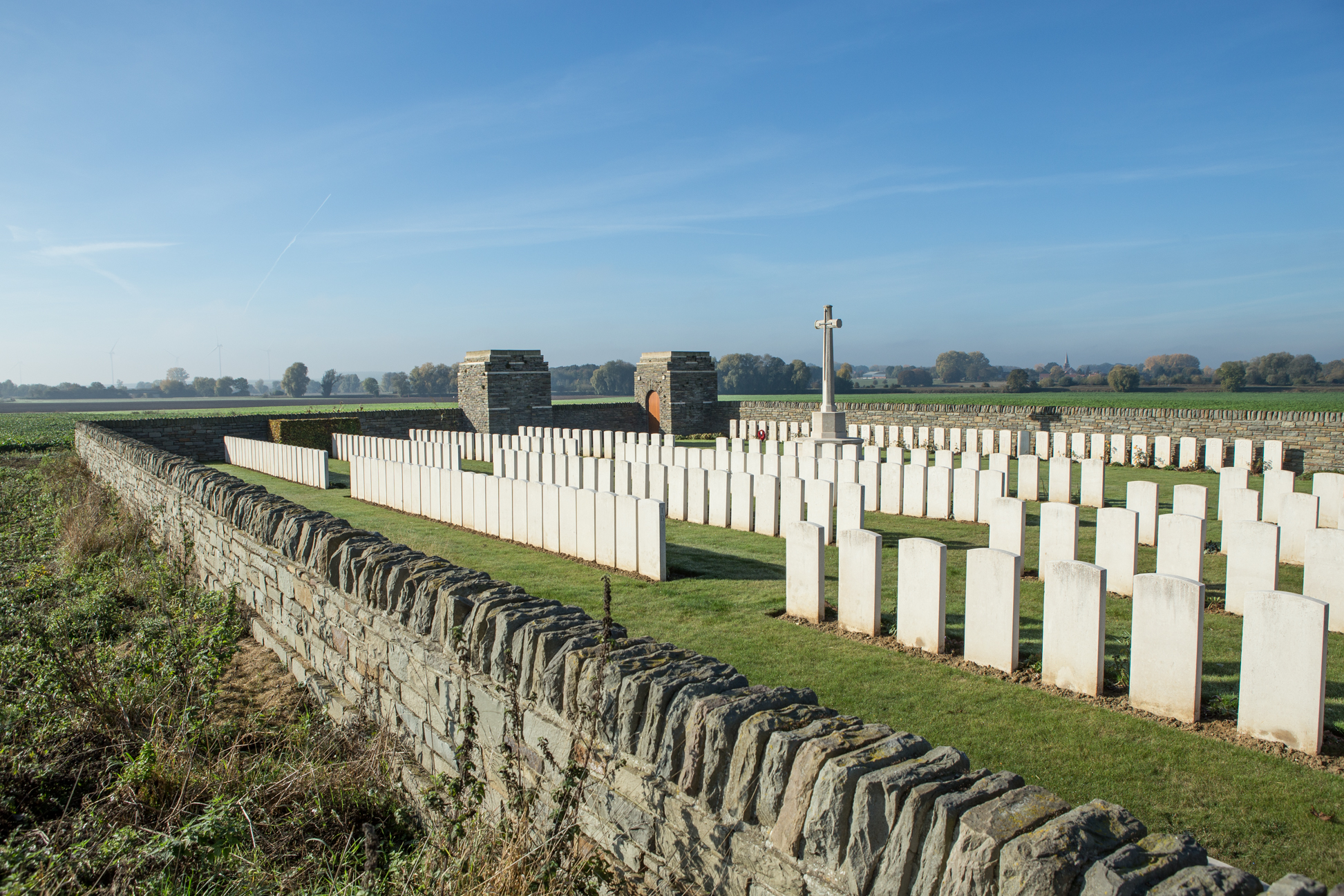
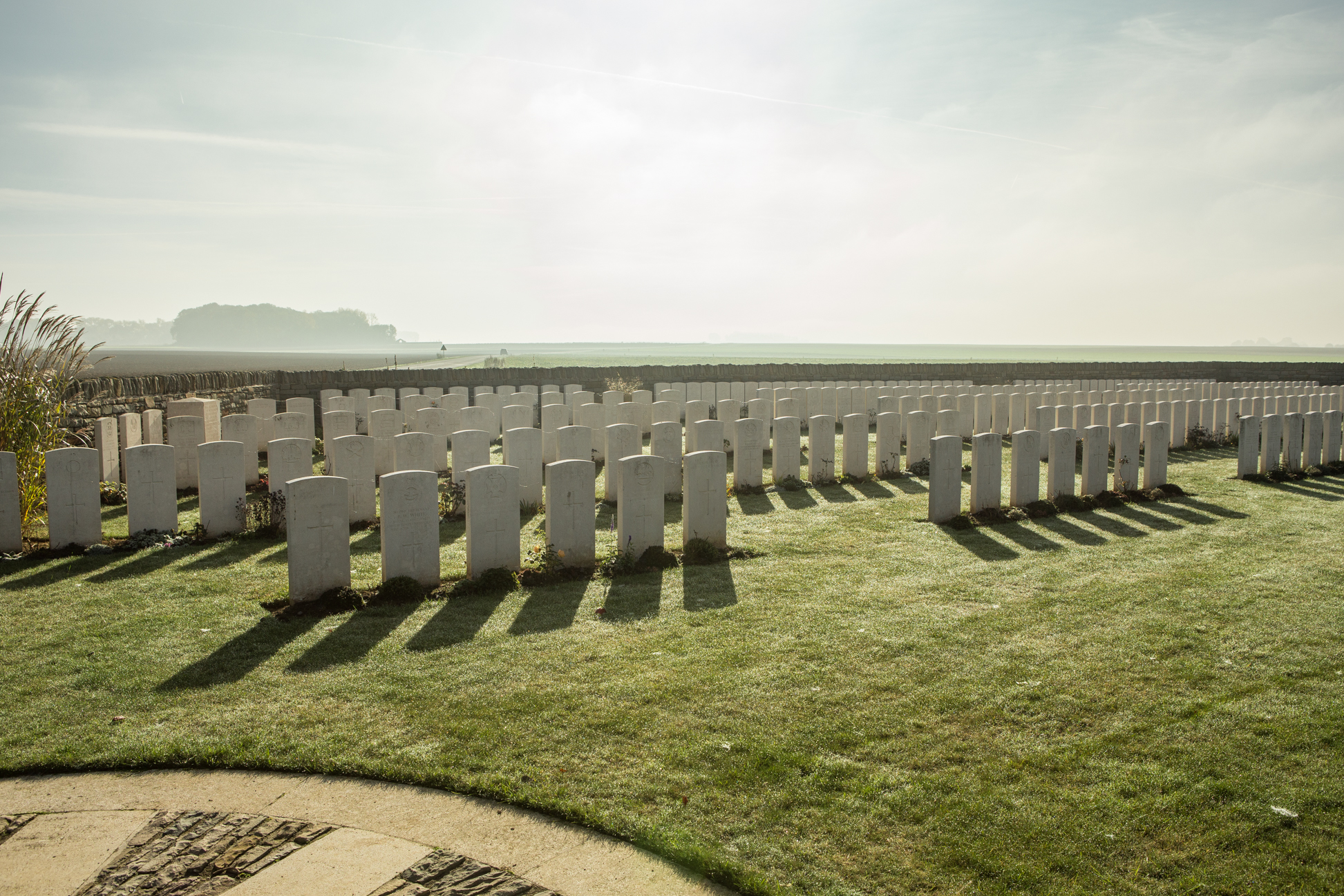
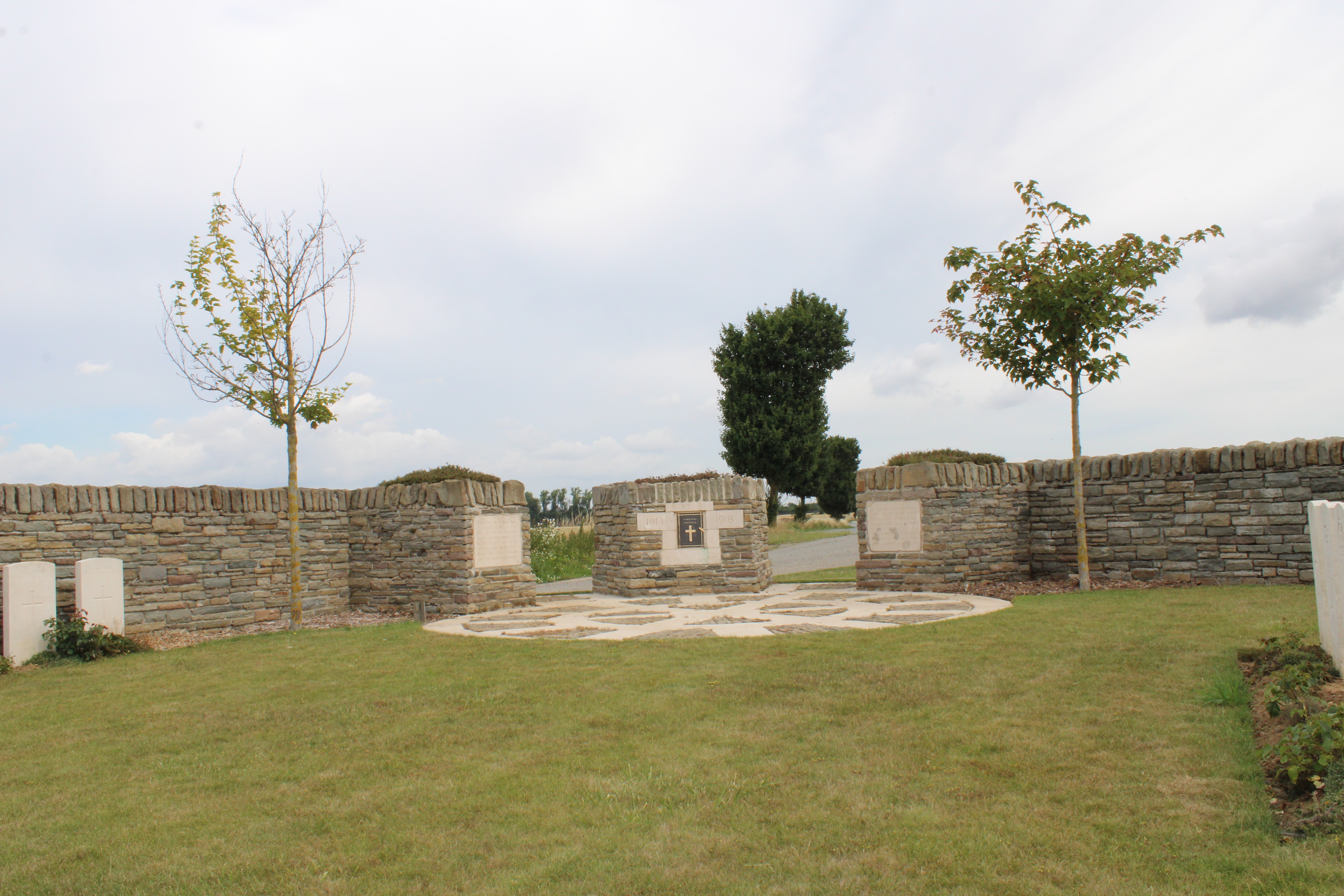
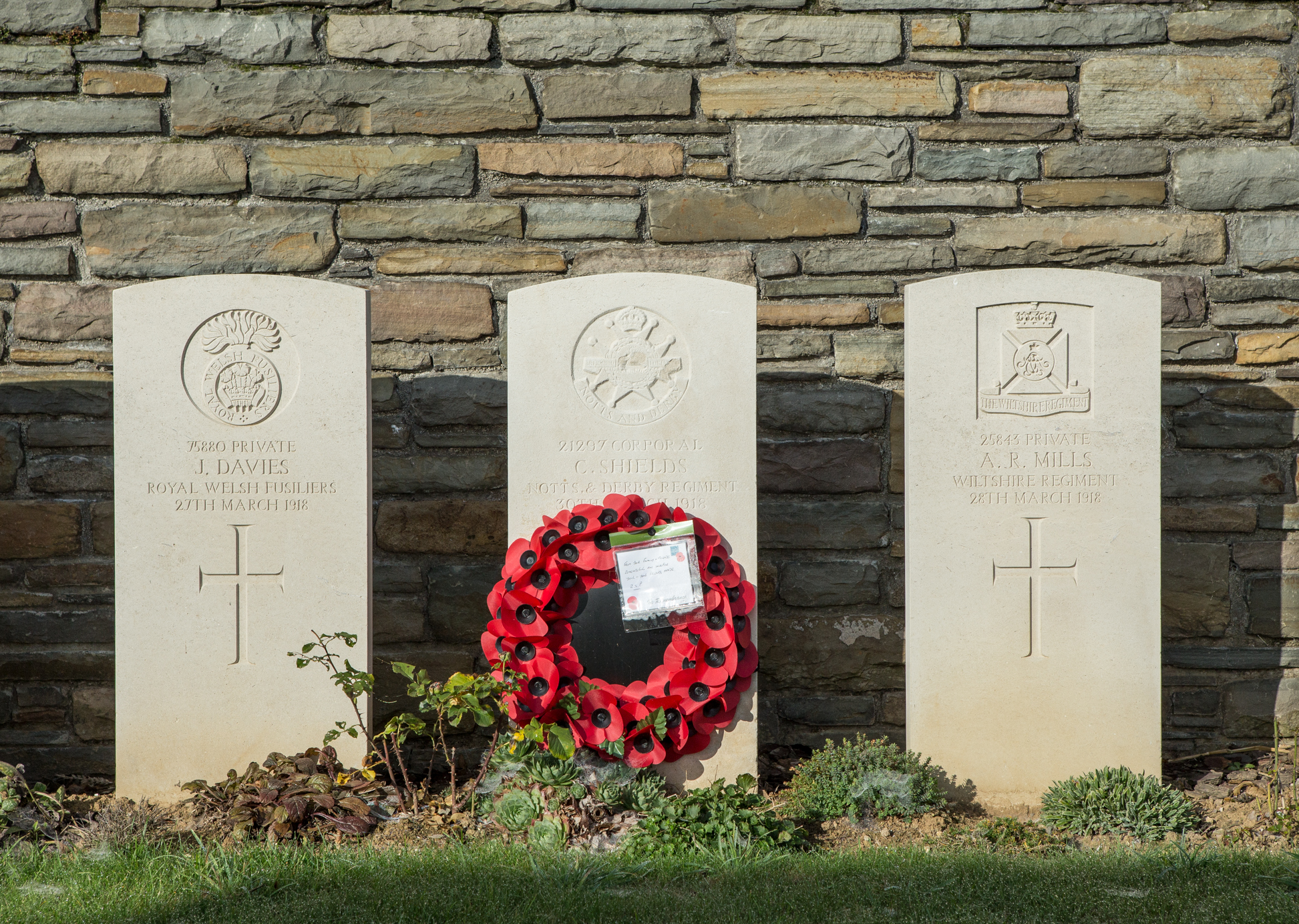
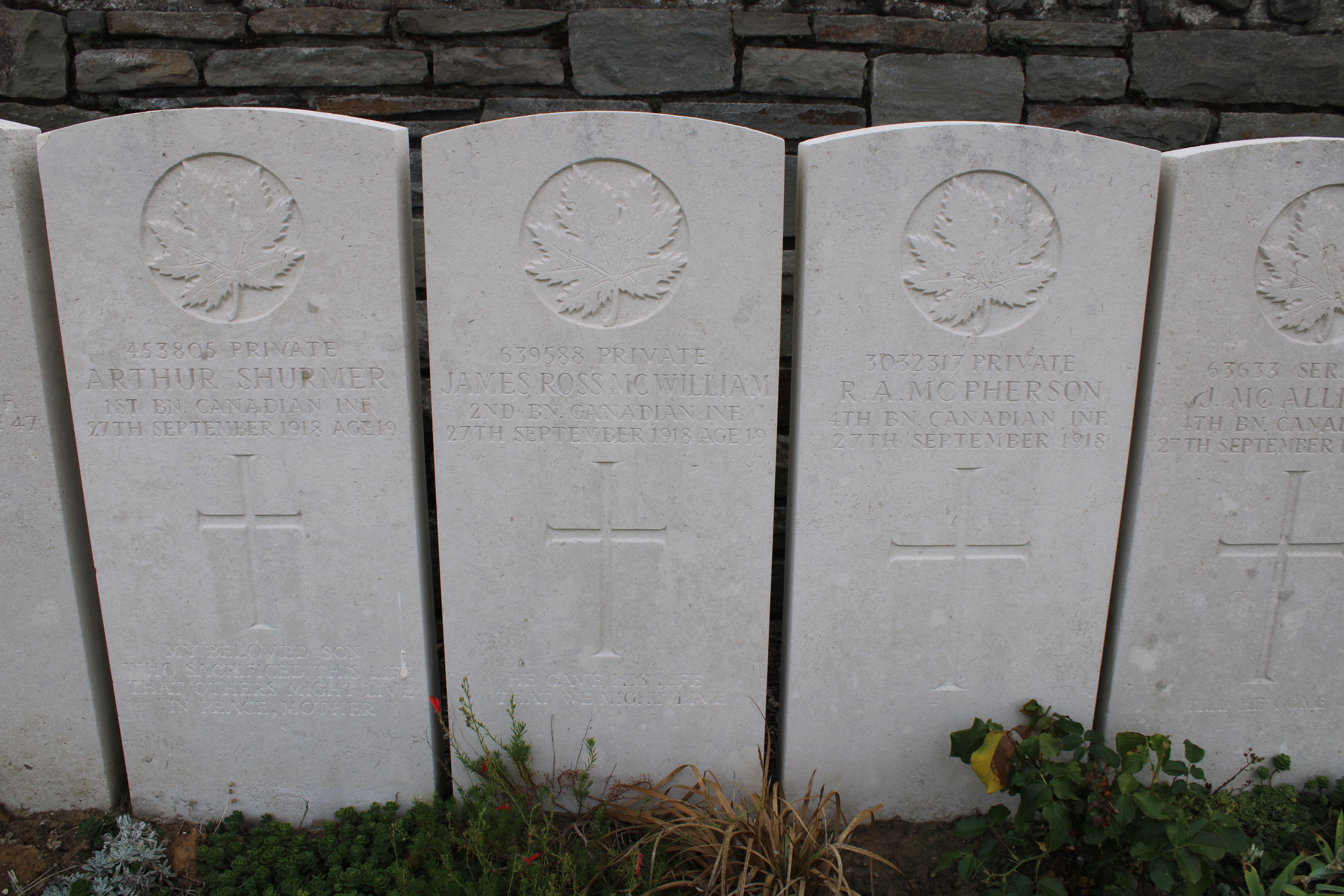
Les tombes de soldats canadiens tombés le 27 septembre 1918.

## Pour approfondir